# Agave funkiana
Agave funkiana ist eine Pflanzenart aus der Gattung der Agaven (Agave). Englische Trivialnamen sind „Blue Lechuguilla“ und „Century Plant“.

## Beschreibung
Agave funkiana wächst mit offenen Rosetten von 1,2 bis 1,8 Metern Durchmesser die zahlreiche Ausläufer bilden. Die festen, ausstrahlenden, geraden oder etwas sichelförmigen, abstehenden Laubblätter sind linealisch. Sie sind an der Basis breit stängelumfassend. Die gelblich grünen bis dunkelgrünen Blätter haben oft einen hellen Mittelstreifen und sind meist 60 bis 80 Zentimeter lang und 3,5 bis 5,5 Zentimeter breit. Sie sind auf der Unterseite konvex verdickt, auf der Oberseite hingegen konkav. Der braune bis graue, dünne Blattrand ist fast gerade und hornig. An ihm befinden sich in einem Abstand von 1 bis 2,5 Zentimetern meist abwärts gerichtete, schlanke Randzähne von 3 bis 5 Millimeter Länge zwischen denen einige unregelmäßig angeordnete kleine Zwischenzähne stehen. Der konisch-pfriemliche, braune bis weiße Enddorn ist 1 bis 3 Zentimeter lang und auf der Oberseite schmal bis offen gefurcht.
Der 3,5 bis 4,5 Meter hohe schlanke, ährige Blütenstand trägt in der oberen Hälfte lockere Teilblütenstände mit paarigen, etwa 40 bis 45 Millimeter langen Blüten. Ihre Tepalen sind hell glauk-grün, mit 20 bis 24 Millimeter langen Zipfel. Die Blütenröhre ist 3,5 bis 4 Millimeter lang.

## Systematik und Verbreitung
Die Erstbeschreibung wurde 1860 von Karl Heinrich Koch und Carl David Bouché veröffentlicht.
Agave funkiana ist ein Vertreter der Gruppe Marginatae. Sie ist nahe mit Agave lophantha verwandt. Es gibt jedoch  Unterschiede in Größe und Blattstruktur.
Agave funkiana wird im Botanischen Garten Huntington in San Marino in Kalifornien kultiviert. Die Art kann bei trockenem Stand kurze Frostperioden bis minus 5 °C überstehen.

## Verwendung
Ihre Fasern werden zur Bürstenproduktion verwendet. Die einzelnen Zellen sind mit durchschnittlich 0,97 Millimeter Länge und 30,3 Mikrometer Durchmesser sehr kurz und dick und lassen sich daher nicht spinnen (notwendige Mindestlänge: 25 Millimeter). Verarbeitet werden daher Faserbündel.

## Nachweise

## Weiterführende Literatur
- August J. Breitung: Agave funkiana. In: The Agaves. The Cactus & Succulent Journal Yearbook, 1968, S. 8–9.
- Thomas Heller: Agave funkiana. In: Agaven. Münster 2006. S. 88–89.